# Harm Pinkster
Harm Pinkster (Emmen, 5 maart 1942 – Amsterdam, 14 december 2021) was een internationaal bekend latinist en hoogleraar Latijn aan de Universiteit van Amsterdam. Hij was auteur van talloze artikelen op het gebied van de Latijnse syntaxis en hoofdredacteur van het woordenboek Latijn/Nederlands.

## Loopbaan
Na zijn gymnasiumopleiding studeerde Pinkster van 1960-1967 klassieke taal- en letterkunde aan de UvA. Meteen na afsluiting daarvan werd hij aldaar wetenschappelijk medewerker. Zijn proefschrift (hij promoveerde bij Anton Daniël Leeman) had als onderwerp de Latijnse bijwoorden. Na zijn promotie werd Pinkster benoemd tot lector (1971-1980); daarna was hij tot zijn emeritaat in 2004 hoogleraar.
In 2006 ontving hij een eredoctoraat van de Universiteit van Chicago.
Pinkster is de initiatiefnemer van het International Colloquium on Latin Linguistics. Hij schreef The Oxford Latin Syntax, het boek dat de Ausführliche Grammatik der Lateinischen Sprache van Kühner en Stegmann moet vervangen. In 2015 verscheen het eerste deel; The Simple Clause, in 2021 het tweede deel; The Complex Sentence and Discourse.
Prof. dr. Harm Pinkster overleed eind 2021 op 79-jarige leeftijd.

## Publicaties

### Publicaties van Pinkster
- 1971: On Latin Adverbs. (Proefschrift.)
- 1981-2008 (Samen met A.D. Leeman): M. Tullius Cicero: De oratore libri III. Tekst met uitgebreid Duitstalig commentaar (vijf delen).
- 1984: Latijnse syntaxis en semantiek. (vertaald in het Duits (1988), Engels (1990), Italiaans (1990), and Spaans (1995). De Engelse versie is online beschikbaar.
- 1990 (met Caroline Kroon): Latijn: een eerste kennismaking. (Duitse vertaling: Latein - Eine Einfuhrung, 2006).
- 1998: Woordenboek Latijn/Nederlands (in 2014 is de 6e druk verschenen). Zie de website.
- 2015: The Oxford Latin Syntax. Volume 1: The Simple Clause.
- 2021: The Oxford Latin Syntax. Volume 2: The Complex Sentence and Discourse.

### Publicaties over Pinkster
- 1992: G. Bakkum e,a. Pentecostalia. Bundel ter gelegenheid van de vijftigste verjaardag van Harm Pinkster.
- 1996: On Latin. Linguistic and Literary Studies in Honor of Harm Pinkster, 1995, ed by R. Risselada e.a

- Bibsys: 90330800
- Biblioteca Nacional de España: XX1071381
- Bibliothèque nationale de France: cb12025984d (data)
- Catàleg d'autoritats de noms i títols de Catalunya: 981058527009706706
- CiNii: DA01591343
- Gemeinsame Normdatei: 121066053
- International Standard Name Identifier: 0000 0001 1689 502X
- Library of Congress Control Number: n82139040
- Mathematics Genealogy Project: 139082
- NARCIS: PRS1234769
- Nationale Bibliotheek van Tsjechië: xx0203576
- Nationale bibliotheek van Australië: 36519664
- Nationale Bibliotheek van Israël: 987007272997005171
- Nationale en Universitaire bibliotheek Zagreb: 000693937
- Nederlandse Thesaurus van Auteursnamen: 069214727
- Réseau des bibliothèques de Suisse occidentale: 02-A003695846
- Istituto Centrale per il Catalogo Unico: CFIV083093
- Système universitaire de documentation: 028421280
- Trove: 1269325
- Virtual International Authority File: 94722992
- WorldCat: E39PBJf8xt3jVvp7KbJ3cCcVmd